# 中西珠子
中西 珠子（なかにし たまこ、1919年3月19日 - 2008年4月3日）は、日本の政治家。参議院議員（2期）。
国連ハビタット推進議員連盟事務局長。議員引退後も同活動の支援を続けたことから国連ハビタット賞を授与されている。

## 経歴
京都府京都市出身。法学者、中島重の長女。
1940年、津田英学塾卒業。
戦後、GHQに勤務。のち国際労働機関に転じ、東京支局次長を経て、津田塾大学理事、津田塾会理事長を務める。
1983年、第13回参議院議員通常選挙比例区に公明党から出馬し、初当選。
1989年、第15回参議院議員通常選挙比例区再選。
1995年春の叙勲で勲二等瑞宝章受章。同年の第17回参議院議員通常選挙に立候補せず、引退。
2008年4月3日、多臓器不全のため千葉県千葉市の病院で死去、89歳。死没日をもって従四位に叙される。